# プライム数学
プライム数学（プライムすうがく）はZ会が発行している中高一貫校用の数学の検定外教科書である。

## 概要
中学校と高等学校の一部における数学の学習内容を効率的に学習できるよう再編成していることが特色。